# Motorola 68851
De Motorola 68851 is een externe eenheid voor geheugenbeheer of MMU in de 68000-familie van de Amerikaanse elektronicaproducent Motorola, waarvan de halfgeleidertak in 2004 werd verzelfstandigd als Freescale Semiconductor. De 68851 biedt ondersteuning voor gepagineerd geheugenbeheer bij de 32-bit Motorola 68020 microprocessor. De 68020 beschikte hiertoe over een speciale interface voor coprocessoren.
De MMU vertaalt 32-bit logische adressen naar 32-bit fysieke adressen, met een totaal geheugenbereik van 4 gigabyte. De 68851 kent een beschermingsmechanisme met tot acht niveaus van bescherming. De MMU laat toe om geheugenpagina's van 256 bytes tot 32 kilobyte aan te spreken. Voor de werking van de 68851 zijn er enkele toegevoegde instructies bij de instructieset van de 68020, te gebruiken via de coprocessorinterface van de 68020-processor.
Latere processoren uit de 68000-familie, de 68030, 68040 en 68060, hebben een interne MMU. Dit maakte het gebruik van een externe MMU zoals de 68851 overbodig.
Op de Apple Macintosh II was de 68861 optioneel aanwezig, hetgeen het gebruik van Apple zijn A/UX besturingssysteem mogelijk maakte.
Op de Commodore Amiga werd de 68851 gebruikt op slechts enkele uitbreidingskaarten, zoals de Commodore A260. Het gebruik was beperkt doordat de meeste van dergelijke kaarten een processor gebruikten met zijn eigen MMU, dan wel een processor die niet met een MMU kon werken.